# Paus Johannes XX
Er is nooit een paus Johannes XX geweest.
Sommige historici uit de 11e eeuw dachten dat er tussen tegenpaus Bonifatius VII en paus Johannes XV nog een paus met de naam Johannes had bestaan. Derhalve werden de pausen Johannes XV tot Johannes XIX verkeerd genummerd als Johannes XVI tot XX. Later werd deze fout weer ongedaan gemaakt, maar de pausen Johannes XXI tot XXIII werden toch incorrect genummerd. Johannes XX is dus overgeslagen in de nummering van de pausen.
Sommigen hebben het ontbreken van nummer XX aangevoerd als 'bewijs' voor het bestaan van pausin Johanna.
Cursief: tegenpaus